# 晓学园前站
曉學園前站（日语：／ Akatsuki-gakuen-mae eki */?）是位於三重縣四日市市中村町，屬於三岐鐵道三岐線的鐵路車站。

## 相鄰車站
三岐鐵道
三岐線
平津－曉學園前－山城
1. 1 2  曽根悟（監修）. 朝日新聞出版分冊百科編集部（編集） , 编. . 週刊朝日百科. 26号 長良川鉄道・明知鉄道・樽見鉄道・三岐鉄道・伊勢鉄道. 朝日新聞出版. 2011-09-18: 19・25–26頁.